# Terier tybetański
Terier tybetański – jedna z ras psów, należąca do grupy psów do towarzystwa, zaklasyfikowana do sekcji psów tybetańskich. Typ lisowaty. Nie podlega próbom pracy.

## Rys historyczny
Terier tybetański to starożytna rasa tybetańska przeznaczona do stróżowania. Zawsze służył jako pies do towarzystwa i często wręczano go gościom jako dar i symbol szczęścia. Przez całe stulecia terier tybetański zachował czystość rasy, ponieważ jego ojczyzna była odizolowana od świata.

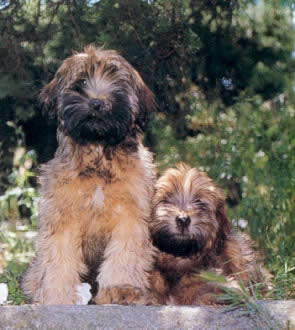
Szczenięta teriera tybetańskiego

## Wygląd

### Budowa
Sylwetka teriera tybetańskiego jest zbliżona do kwadratu. Pies jest silny, krzepki, średniej wielkości i z długą sierścią. Oczy są duże i okrągłe. Tułów jest zwarty i dobrze umięśniony. Stop jest lekko zaznaczony. Klatka piersiowa silna, zarysowana. Ogon jest średniej długości, dość wysoko osadzony, zakręcony nad grzbietem, często przy końcu załamany. 

### Szata i umaszczenie
Szata tego teriera jest dwuwarstwowa, występuje miękki i wełnisty podszerstek oraz miękki włos okrywowy. Włos jest długi i prosty, bądź lekko pofalowany. Teriery tybetańskie występują w różnych maściach, ale najczęściej spotykane są: biała, kremowa, dymna, trójkolorowa lub czarna. Niedopuszczalne jest umaszczenie czekoladowe.

## Zachowanie i charakter
Terier tybetański jest psem aktywnym, inteligentnym, czujnym i łagodnym. Łatwo poddaje się tresurze. Szybko przystosowuje się do nowych warunków, dobrze znosi warunki miejskie.